# طرخشقون أبينيني
طرخشقون أبينيني (الاسم العلمي:Taraxacum apenninum) هو نوع من النباتات يتبع جنس الطرخشقون من الفصيلة النجمية.